# Hayo Bruns
Hayo Wilhelm Bruns (* 14. Juni 1872 in Hannover; † 23. Februar 1951) war ein deutscher Mediziner, Hygieniker und Bakteriologe.

## Leben
Hayo Bruns studierte Medizin an der Georg-August-Universität Göttingen, der Ruprecht-Karls-Universität Heidelberg, der Universität Halle, der Universität Leipzig und der Kaiser-Wilhelm-Universität Straßburg, wo er 1895 an der Medizinischen Fakultät mit seiner Dissertation Ein Beitrag zur Pleomorphie der Tuberkelbacillen zum Dr. med. promoviert wurde.
Von 1902 bis 1936 war er Direktor des Hygienischen und Bakteriologischen Instituts in Gelsenkirchen, das nach der Typhus-Epidemie des Jahres 1901 gegründet wurde. 1908 wurde ihm der Professortitel verliehen.
Er beschäftigte sich besonders mit Arbeiten über Ankylostomiasis, Nystagmus bei Bergarbeitern, Bergwerkshygiene, Wasserversorgung, Typhus und Paratyphus.

## Schriften (Auswahl)
- Ein Beitrag zur Pleomorphie der Tuberkelbacillen. (Inaugural-Dissertation an der Medizinischen Fakultät der Universität Straßburg) Buchdruckerei W. Friedrich, Straßburg 1895.
- (mit Ernst Levy): Bakteriologischer Leitfaden. Beust, Straßburg 1901.
- (mit Karl Löbker): Über das Wesen und die Verbreitung der Wurmkrankheit (Ankylostomiasis) mit besonderer Berücksichtigung ihres Auftretens in deutschen Bergwerken. Julius Springer, Berlin 1906.
- (mit Gustav Willführ, Wilhelm Hoffmann): Gleichzeitiges Vorkommen einer Paratyphus-Schottmüller- und einer Enteritis-Breslau-Epidemie. Berlin 1934.
- (mit Heinrich Fuchß u. a.): Die Bleivergiftungsgefahr durch Leitungswasser. Bearbeitung des Materials der Leipziger Bleivergiftungsfälle im Jahr 1930 vom juristischen, hygienisch-medizinischen und chemischen Standpunkt. Steinkopff, Dresden / Leipzig 1938.

## Archivalien
Archivalien von und über Hayo Bruns finden sich in der Zeitungsausschnittsammlung des Niedersächsischen Landesverwaltungsamts in der Akte Personen: Mediziner (alphabetisch) für die Laufzeit von 1942 bis 1955, Archivsignatur NLA HA ZGS 2/1 Nr. 245.